# Basilique-cathédrale Saint-Dunstan
La basilique-cathédrale Saint-Dunstan est une cathédrale du Diocèse catholique romain de Charlottetown à Charlottetown, Île-du-Prince-Édouard, Canada. Elle est nommée pour Dunstan de Cantorbéry le saint Anglo Saxon de Glastonbury. La structure de pierres courante, en architecture gothique française fut rebâtie en 1916 après un feu et est située à la rue Great George, entre le port et le Centre des arts de la Confédération.
La basilique fut désignée comme un lieu historique national du Canada en 1990. Elle a aussi été désignée ressource patrimoniale par la ville de Charlottetown en 1979.
La basilique est la quatrième église bâtie sur ce site. Elle est un point de repère très visible de Charlottetown, car ses flèches sont très hautes.

## Histoire
La première fut une chapelle de bois construite en 1816. Le nom de Saint-Dunstan fut choisi par l'Archevêque Plessis.
En août 1829, le diocèse de Charlottetown fut créé, alors la petite chapelle devint une cathédrale. En 1843, une nouvelle grande chapelle de bois en style néogothique fut construite.
En 1886, la congrégation demandât pour une plus grande église. L'architecte de Montréal François-Xavier Berlinguet fut embauché et il conçut une cathédrale gothique française fait de pierres. La construction commence en 1896 et est finie en 1907.
En 1916, la construction a commencé et se termina en 1919. Des catholiques de l'île et même des protestants de la région donnèrent pour construire la basilique. L'église est bâtie en forme de croix.

## Galerie

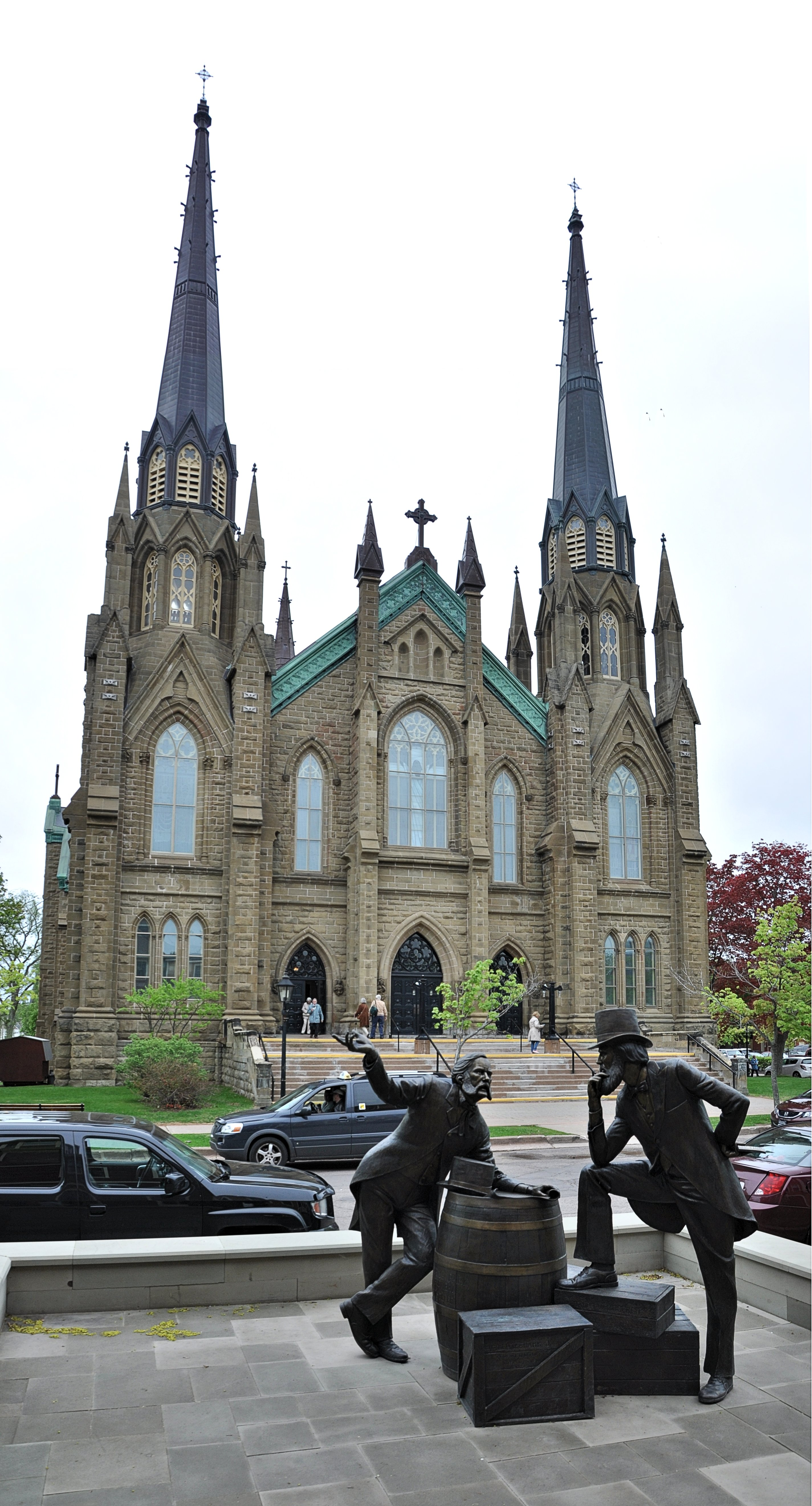
La façade avec devant la sculpture des deux John Hamilton Gray.
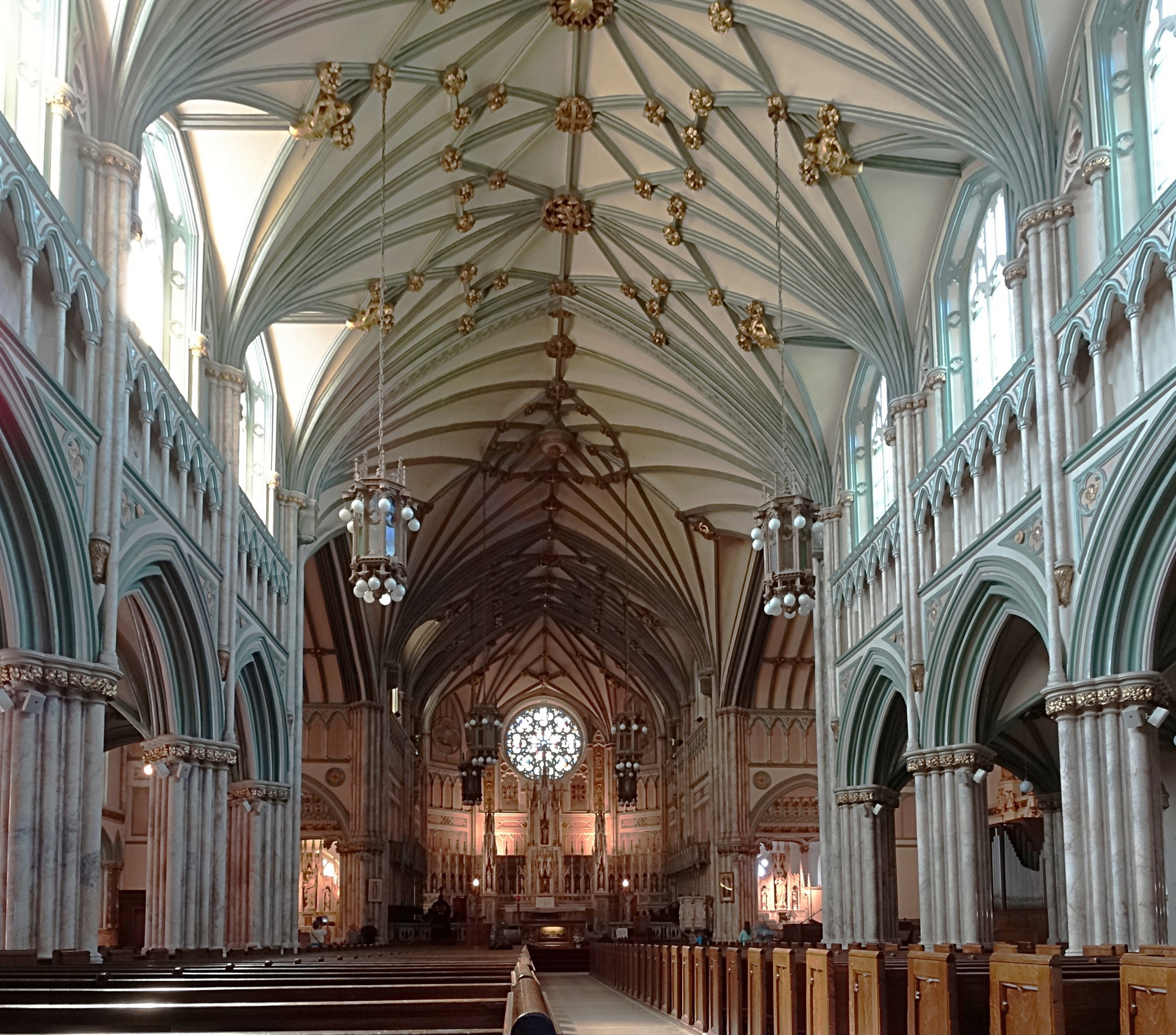
Vue générale de la nef centrale.
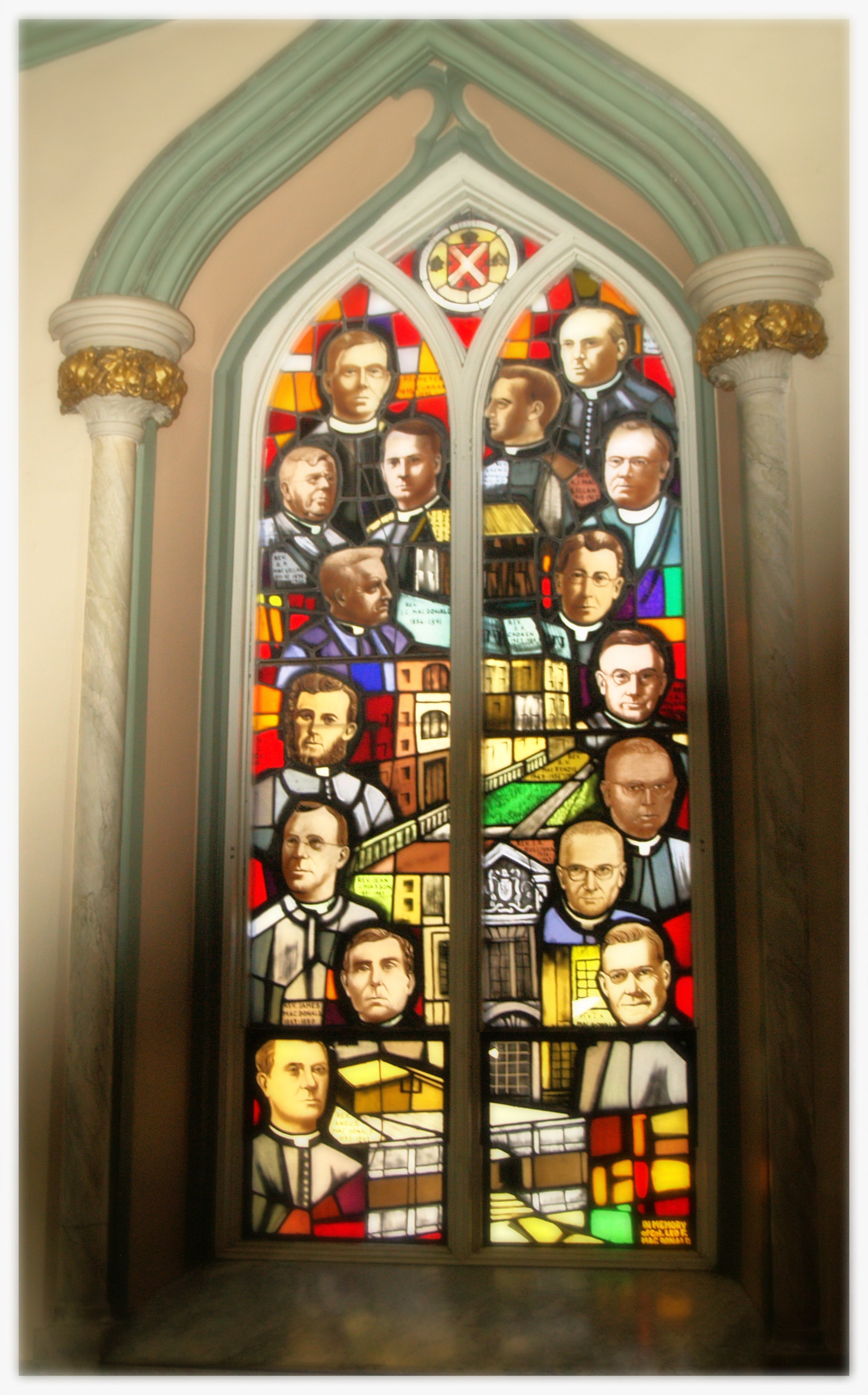
Un vitrail.